# Bathycopea typhlops
Bathycopea typhlops är en kräftdjursart som beskrevs av Tattersall 1905. Bathycopea typhlops ingår i släktet Bathycopea och familjen Ancinidae. Inga underarter finns listade i Catalogue of Life.